# Обратная теорема
Обратная теорема или обратная импликация — обратное утверждение к данной теореме в котором условие исходной теоремы (прямого утверждения) поставлено заключением, а заключение — условием.
Обратной к обратной теореме является исходная (прямая) теорема.
Справедливость обеих взаимно обратных теорем означает, что выполнения условий любой из них необходимо и достаточно для справедливости заключения.
Каждая теорема может быть выражена в форме импликации {\displaystyle A\Rightarrow B}, в которой посылка {\displaystyle A} является условием теоремы, а следствие {\displaystyle B} является заключением теоремы. Тогда теорема, записанная в виде {\displaystyle B\Rightarrow A} является обратной к ней.
Часто используется более общее определение обратной теоремы: если {\displaystyle (A\land C)\Rightarrow B} является прямой теоремой, то обратной называется не только теорема {\displaystyle B\Rightarrow (A\land C)}, но и теоремы {\displaystyle (A\land B)\Rightarrow C}, {\displaystyle (B\land C)\Rightarrow A}.
Взаимно обратные теоремы — две теоремы такие, что при построении обратного утверждения к одной из них, это утверждение совпадёт со второй теоремой.
Если условие и/или заключение теоремы являются сложными суждениями, то обратная теорема допускает множество не равносильных друг другу формулировок.
Например, если условием теоремы является {\displaystyle A}, а заключением {\displaystyle Y\Rightarrow Z}:
{\displaystyle A\Rightarrow (Y\Rightarrow Z)}, то для обратной теоремы существует пять форм:
1. {\displaystyle (Y\Rightarrow Z)\Rightarrow A}
2. {\displaystyle (A\Rightarrow Z)\Rightarrow Y}
3. {\displaystyle Z\Rightarrow (A\And Y)}
4. {\displaystyle A\Rightarrow (Z\Rightarrow Y)}
5. {\displaystyle Y\Rightarrow (Z\Rightarrow A)}

Вообще говоря, обратная теорема может не быть истинной, даже если прямая теорема верна.
Так, теорема «вертикальные углы равны» (иначе: «если углы вертикальные, то они равны»), как известно, верна. Но обратное к ней утверждение «если углы равны, то они вертикальные», вообще говоря, неверно.
Даже если обратное утверждение истинно, то его доказательство может быть гораздо сложнее доказательства прямого.
Например, теорема о четырёх вершинах была доказана в 1912 году, а её обратная только в 1998 году.
Для некоторых теорем можно сформулировать несколько разных обратных утверждений. Например, для теоремы "Прямые порознь параллельные третьей параллельны между собой" обратное утверждение строится неоднозначно, что объясняется наличием различных формулировок одной и той же теоремы:
- «Какова бы ни была прямая {\displaystyle l}, если данные прямые {\displaystyle l_{1}} и {\displaystyle l_{2}} параллельны прямой {\displaystyle l}, то прямые {\displaystyle l_{1}} и {\displaystyle l_{2}} сами параллельны».
- «Если существует прямая, параллельная каждой из данных прямых {\displaystyle l_{1}} и {\displaystyle l_{2}}, то эти прямые {\displaystyle l_{1}} и {\displaystyle l_{2}} параллельны друг другу».

## Свойства
- Для каждой теоремы можно построить обратное утверждение, которое может быть как истинным, так и ложным.
- По закону контрапозиции:
  - Прямая теорема эквивалентна теореме, противоположной обратной: {\displaystyle (A\Rightarrow B)\Leftrightarrow ({\overline {B}}\Rightarrow {\overline {A}})}
  - Обратная теорема эквивалентна (равносильна) противоположной прямой: {\displaystyle (B\Rightarrow A)\Leftrightarrow ({\overline {A}}\Rightarrow {\overline {B}})}[5]
- Если теорема в условной форме имеет в посылке (заключении) импликации некоторую зависимую переменную, а заключение (посылка) от неё не зависит (эти части содержат различные переменные), то целесообразно для построения обратного утверждения перейти к равносильной теореме, в которой указанные части импликации зависят от одних и тех же переменных. Другими словами, от теорем вида {\displaystyle \forall x\left({\mathcal {A}}\left(x\right)\longrightarrow {\mathcal {B}}\right)} и {\displaystyle \forall x\left({\mathcal {B}}\longrightarrow {\mathcal {A}}\left(x\right)\right)} лучше перейти к равносильным соответственно теорем вида {\displaystyle \exists x\;{\mathcal {A}}\left(x\right)\longrightarrow {\mathcal {B}}} и {\displaystyle {\mathcal {B}}\longrightarrow \forall x\;{\mathcal {A}}\left(x\right)}.
- Если для теоремы в условной форме с квантором общности {\displaystyle \forall x\left({\mathcal {A}}\left(x\right)\longrightarrow {\mathcal {B}}\right)} обратное утверждение {\displaystyle \forall x\left({\mathcal {B}}\longrightarrow {\mathcal {A}}\left(x\right)\right)} также является теоремой, то обязательно имеют место следующие равносильности:
  - {\displaystyle \forall x\;{\mathcal {A}}\left(x\right)\equiv \exists x\;{\mathcal {A}}\left(x\right)};
  - {\displaystyle {\mathcal {A}}\left(x\right)\equiv {\mathcal {B}}}.

- Если и предложение {\displaystyle \forall x\left({\mathcal {A}}\left(x\right)\longrightarrow {\mathcal {B}}\right)}, и обратное ему предложение {\displaystyle \forall x\left({\mathcal {B}}\longrightarrow {\mathcal {A}}\left(x\right)\right)} являются теоремами, то эти две теоремы можно объединить в одну {\displaystyle \forall x\left({\mathcal {A}}\left(x\right)\longleftrightarrow {\mathcal {B}}\right)}. Такую теорему называют критерием. Для такой теоремы независимо от значений переменной {\displaystyle x}предложение {\displaystyle {\mathcal {A}}\left(x\right)} принимает постоянное значение (истина либо ложь), совпадающее со значением предложения {\displaystyle {\mathcal {B}}}.
- Для построения предложения, обратного предложению вида {\displaystyle {\mathcal {A}}\;\And \;{\mathcal {B}}\longrightarrow {\mathcal {C}}}, не всегда меняют посылку и заключение местами, то есть строят предложение {\displaystyle {\mathcal {C}}\longrightarrow {\mathcal {A}}\;\And \;{\mathcal {B}}}. Иногда получают такие предложения {\displaystyle {\mathcal {A}}\;\And \;{\mathcal {C}}\longrightarrow {\mathcal {B}}} либо {\displaystyle {\mathcal {C}}\;\And \;{\mathcal {B}}\longrightarrow {\mathcal {A}}}, считая именно их обратными (в расширенном смысле).
- Если теорема сформулирована в категорической форме, то для построения обратного предложения удобнее перейти к её условной форме.
- Если данная теорема не содержит внешних кванторных слов, то и обратная утверждение должно быть сформулировано в бескванторной форме.

## Примеры
- Построим два варианта обратного утверждения к теореме: «Диагонали всякого ромба взаимно перпендикулярны». Утверждение содержит кванторное слово "всякого", поэтому его убирать нельзя.

1. Сначала используем переменную по множеству всех четырёхугольников. Перейдём от категорической формы записи к условной: «Каков бы ни был четырёхугольник, если он является ромбом, то его диагонали взаимно перпендикулярны». Далее сохраняя разъяснительную часть, меняем условие и заключение: «Каков бы ни был четырёхугольник, если в нём диагонали взаимно перпендикулярны, то он является ромбом» (не теорема[6]). В категорической формулировке прочтение такое: «Каждый четырёхугольник со взаимно перпендикулярными диагоналями является ромбом».
2. Теперь будем использовать переменную по множеству всех параллелограммов. Перейдём от категорической формы записи к условной: «Каков бы ни был параллелограмм, если он ромб, то его диагонали взаимно перпендикулярны». Далее сохраняя разъяснительную часть, меняем условие и заключение: «Каков бы ни был параллелограмм, если в нём диагонали взаимно перпендикулярны, то он является ромбом» (теорема). В категорической формулировке прочтение такое: «Любой параллелограмм, у которого диагонали взаимно перпендикулярны, является ромбом». Это один из признаков ромба.

- Построим два варианта обратного утверждения к теореме: «Если {\displaystyle m} является делителем {\displaystyle n}, тогда если {\displaystyle k} делитель {\displaystyle m}, то {\displaystyle k} также делитель {\displaystyle n}» в зависимости от того, как восстановить квантор общности по переменной {\displaystyle k}.

1. Традиционное восстановление, где квантор общности относится ко всей импликации: «Каково бы ни было {\displaystyle k}, если {\displaystyle m} является делителем {\displaystyle n}, тогда если {\displaystyle k} делитель {\displaystyle m}, то {\displaystyle k} также делитель {\displaystyle n}» (здесь посылка не зависит от {\displaystyle k}, а заключение зависит от него). Обратным ему является утверждение «Каково бы ни было {\displaystyle k}, если из того, что {\displaystyle k} делитель {\displaystyle m}, следует, что {\displaystyle k} также является делителем {\displaystyle n}, то {\displaystyle m} является делителем {\displaystyle n}». Это утверждение неверно, поскольку оно равносильно утверждению: «Если некоторое {\displaystyle k}, делящее {\displaystyle m}, также является делителем {\displaystyle n}, то {\displaystyle m} делит {\displaystyle n}», которое очевидно неверно[7].
2. Квантор общности можно восстановить иначе, получая равносильное предложение (к предыдущему варианту): «Если {\displaystyle m} является делителем {\displaystyle n}, тогда если всякий делитель {\displaystyle m} является делителем {\displaystyle n}» (квантор общности относится к заключению импликации). Заметим, что посылка и заключение не зависят от {\displaystyle k}, а они зависят от одни и тех же переменных {\displaystyle m} и {\displaystyle n}. Обратное утверждение верно: «Если всякий делитель {\displaystyle m} является делителем {\displaystyle n}, тогда {\displaystyle m} является делителем {\displaystyle n}» (квантор общности относится к посылке этой импликации).

- Предложению «График чётной функции симметричен относительно начал ординат» обратно предложение «Функция, график которой симметричен относительно начала ординат, чётна». Оба предложения являются теоремами.
- Предложения «Прямая, проведённая в плоскости через основание наклонной перпендикулярно её проекции на эту плоскость, перпендикулярна и самой наклонной» и «Прямая, проведённая в плоскости через основание наклонной перпендикулярно этой наклонной, перпендикулярна её проекции на эту плоскость» можно рассматривать как пару взаимно обратных теорем (но только в расширенном смысле).
- Теорему Пифагора можно сформулировать следующим образом:

Если в треугольнике со сторонами длиной {\displaystyle a}, {\displaystyle b} и {\displaystyle c}  угол, противолежащий стороне {\displaystyle c}, прямой, то a2+b2=c2.

Обратная к этой теореме появляется в «Началах» Евклида (книга I, предложение 48), может быть сформулирована следующим образом:

Если в треугольнике со сторонами длиной {\displaystyle a}, {\displaystyle b} и {\displaystyle c}  выполняется {\displaystyle a^{2}+b^{2}=c^{2}}, то угол, противолежащий стороне {\displaystyle c}, прямой.

- Теорема Абеля и теорема Абеля — Таубера
- Теоремы о вершинах подерного треугольника
- Прямая и обратная предельная теорема